# Antiblemma tuva
Antiblemma tuva là một loài bướm đêm trong họ Erebidae.